# (4210) Isobelthompson
(4210) Isobelthompson est un astéroïde de la ceinture principale.

## Description
(4210) Isobelthompson est un astéroïde de la ceinture principale. Il fut découvert le 21 février 1987 à La Silla par Henri Debehogne. Il présente une orbite caractérisée par un demi-grand axe de 2,99 UA, une excentricité de 0,08 et une inclinaison de 10,4° par rapport à l'écliptique.

## Compléments